# Phthiracarus perlucidus
Phthiracarus perlucidus är en kvalsterart som beskrevs av Wojciech Niedbała 1994. Phthiracarus perlucidus ingår i släktet Phthiracarus och familjen Phthiracaridae. Inga underarter finns listade i Catalogue of Life.